# Temporada 2006 de IndyCar Series
La temporada de 2006 de la Indy Car Series comenzó el 26 de marzo y concluyó el 10 de septiembre. Sam Hornish Jr. ganó su tercer campeonato. Hornish también ganó la 90a edición de las 500 millas de Indianápolis, pasando al novato Marco Andretti en la última vuelta a menos de 150 m de la línea de meta. Esa temporada fue trágicamente recordada por el fallecimiento a inicio de temporada del novato Paul Dana, durante las prácticas al Grand Prix de Miami en el óvalo de Homestead.

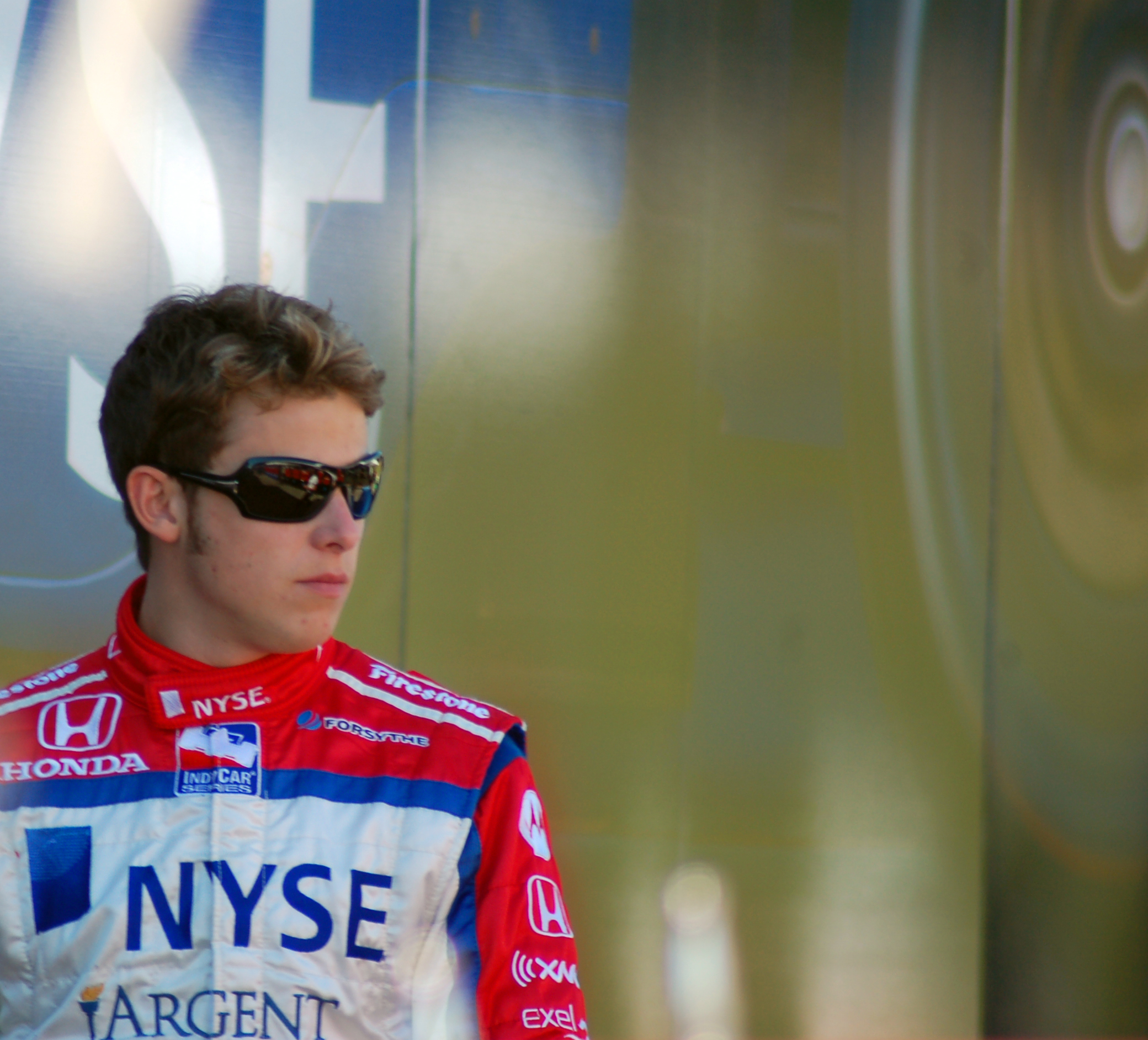
Marco Andretti fue el novato del año.

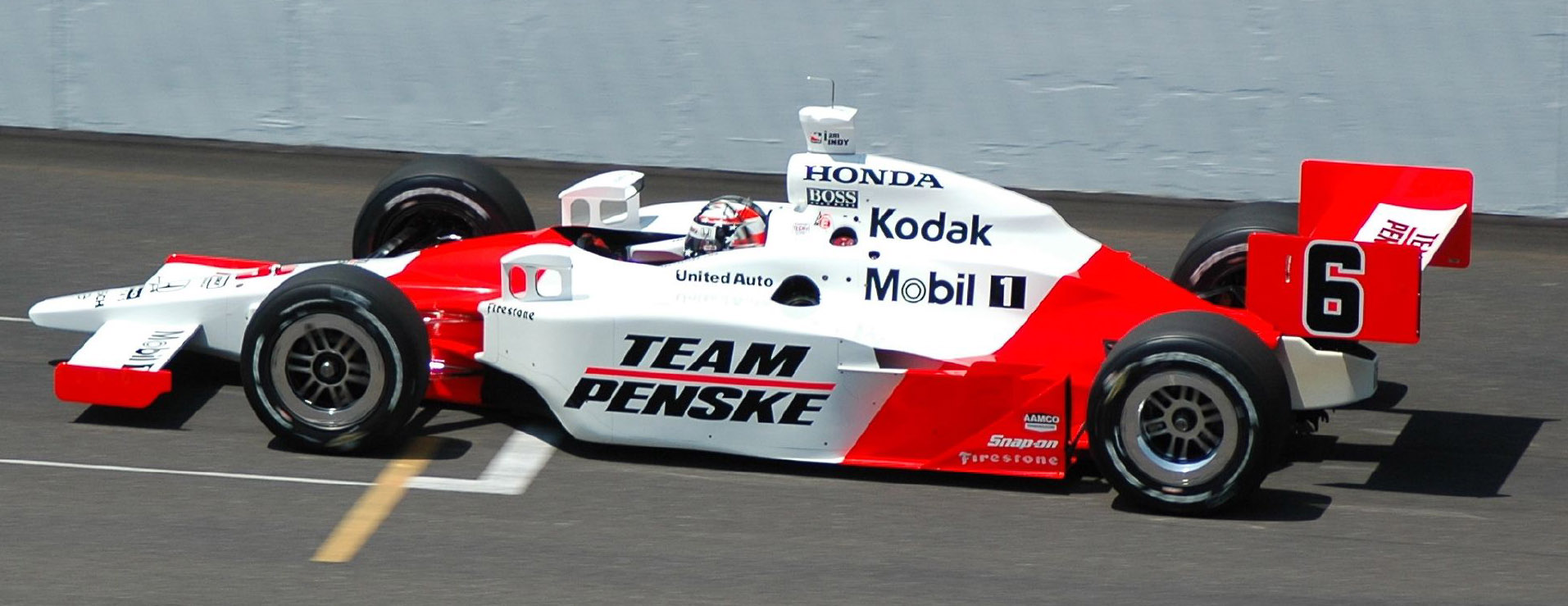
Sam Hornish Jr., Ganador de Indy 500 y el Campeonato de 2006 con el Penske.

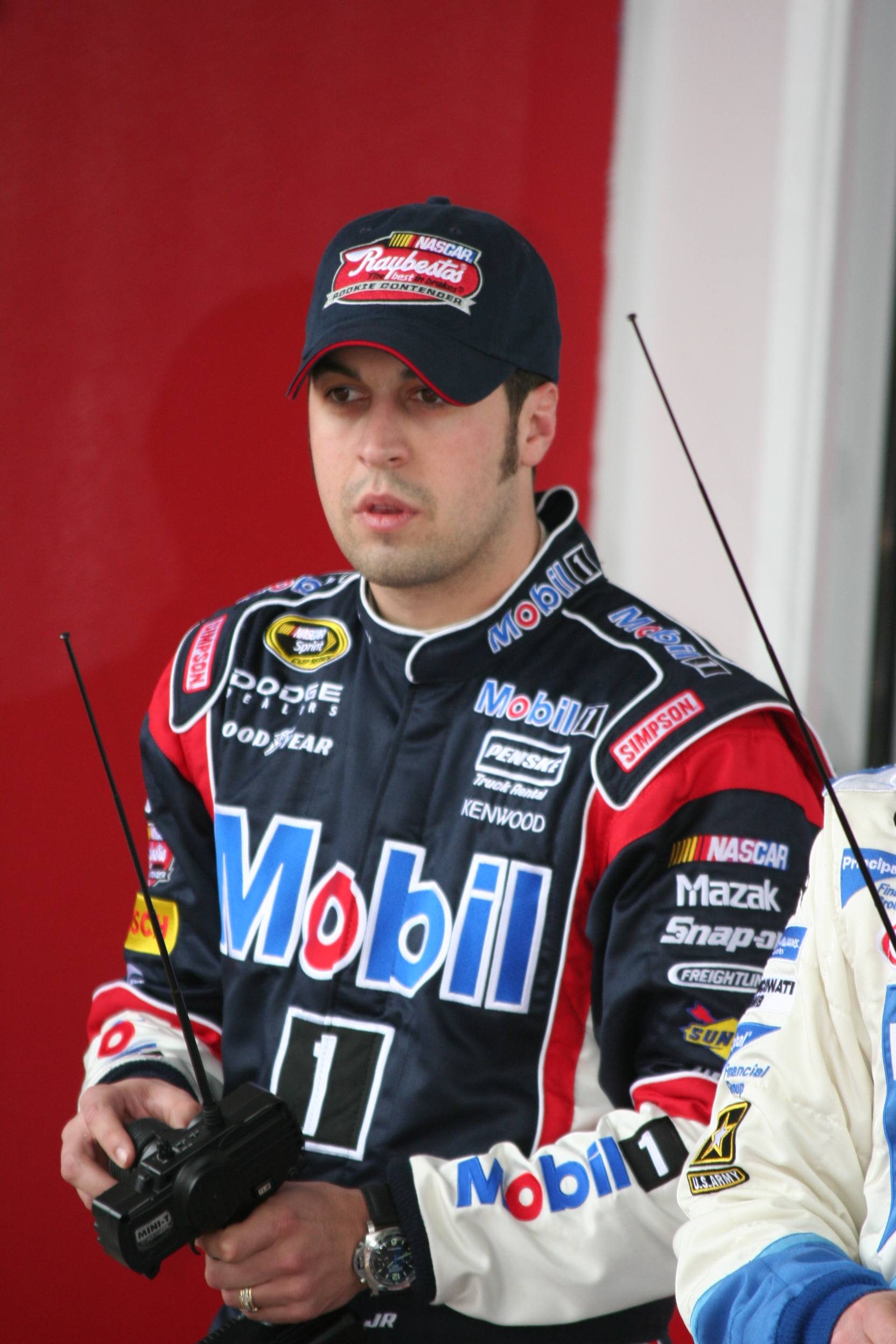
Campeón de la Temporada 2006, Sam Hornish Jr., con Penske.

## Resultados por carrera
| Ronda | Fecha         | Carrera                                           | Pista                           | Localización            | Pole position     | Vuelta rápida     | Más vueltas lideradas | Ganador           |
| ----- | ------------- | ------------------------------------------------- | ------------------------------- | ----------------------- | ----------------- | ----------------- | --------------------- | ----------------- |
| 1     | Marzo 26      | Toyota Indy 300                                   | Homestead-Miami Speedway        | Homestead, Florida      | Sam Hornish Jr.   | Scott Dixon       | Sam Hornish Jr.       | Dan Wheldon       |
| 2     | Abril 2       | Honda Grand Prix of St. Petersburg                | Streets of St. Petersburg       | St. Petersburg, Florida | Dario Franchitti  | Tony Kanaan       | Hélio Castroneves     | Hélio Castroneves |
| 3     | Abril 22      | Indy Japan 300                                    | Twin Ring Motegi                | Motegi, Japón           | Hélio Castroneves | Scott Dixon       | Hélio Castroneves     | Hélio Castroneves |
| 4     | Mayo 28       | 90th Indianapolis 500                             | Indianapolis Motor Speedway     | Speedway, Indiana       | Sam Hornish Jr.   | Scott Dixon       | Dan Wheldon           | Sam Hornish Jr.   |
| 5     | Junio 4       | Watkins Glen Indy Grand Prix presented by Tissot  | Watkins Glen International      | Watkins Glen, New York  | Hélio Castroneves | Marco Andretti    | Dan Wheldon           | Scott Dixon       |
| 6     | Junio 10      | Bombardier Learjet 500                            | Texas Motor Speedway            | Fort Worth, Texas       | Sam Hornish Jr.   | Dan Wheldon       | Dan Wheldon           | Hélio Castroneves |
| 7     | Junio 24      | SunTrust Indy Challenge                           | Richmond International Raceway  | Richmond, Virginia      | Hélio Castroneves | Hélio Castroneves | Sam Hornish Jr.       | Sam Hornish Jr.   |
| 8     | Julio 2       | Kansas Lottery Indy 300                           | Kansas Speedway                 | Kansas City, Kansas     | Dan Wheldon       | Hélio Castroneves | Sam Hornish Jr.       | Sam Hornish Jr.   |
| 9     | Julio 15      | Firestone Indy 200                                | Nashville Superspeedway         | Lebanon, Tennessee      | Dan Wheldon       | Dan Wheldon       | Dan Wheldon           | Scott Dixon       |
| 10    | Julio 23      | ABC Supply Company A.J. Foyt 225                  | The Milwaukee Mile              | West Allis, Wisconsin   | Hélio Castroneves | Tomas Scheckter   | Tony Kanaan           | Tony Kanaan       |
| 11    | Julio 30      | Firestone Indy 400                                | Michigan International Speedway | Brooklyn, Michigan      | Hélio Castroneves | Kosuke Matsuura   | Vítor Meira           | Hélio Castroneves |
| 12    | Agosto 13     | Meijer Indy 300 presented by Coca-Cola and Secret | Kentucky Speedway               | Sparta, Kentucky        | Hélio Castroneves | Bryan Herta       | Dan Wheldon           | Sam Hornish Jr.   |
| 13    | Agosto 27     | Indy Grand Prix of Sonoma                         | Infineon Raceway                | Sonoma, California      | Scott Dixon       | Tony Kanaan       | Scott Dixon           | Marco Andretti    |
| 14    | Septiembre 10 | Peak Antifreeze Indy 300 presented by Mr. Clean   | Chicagoland Speedway            | Joliet, Illinois        | Sam Hornish Jr.   | Sam Hornish Jr.   | Dan Wheldon           | Dan Wheldon       |

     Óvalo
     Circuito/Circuito Callejero

## Desarrollo de la temporada

### Cambios transitorios
El 2006 la temporada de la IndyCar Series fue muy diferente a la del 2005. El cambio más grande que la retirada de los motores Chevrolet y Toyota de la serie, dejando a Honda como el único fabricante de motores. Hubo muchas especulaciones después de este anuncio debido a que se redujo el dinero proporcionado a los equipos para los proveedores de estos servicios como en años anteriores, muchos de ellos dieron marcha atrás. Hasta cierto punto, y de manera definitiva: Entre los casos más relevantes, Ganassi Racing redujo su equipo de tres a dos coches y Panther Racing y Cheever Racing de dos a un coche. Sin embargo, Tony George y Patrick Dempsey ofrecieron al equipo Vision Racing al piloto Tomas Scheckter. Honda también redujo los costos de arrendamiento de motores tanto de un año de duración tan solamente en la Indy, prometió que todos los equipos contarían con motores idénticos y apoyo técnico, y que los motores durarían dos carreras programadas reconstruyendo todas las medidas significativas de reducción de costos en comparación con años anteriores.
En cuanto al chasis, la situación había cambiado muy poco desde 2005, el mayor cambio fue que Chip Ganassi Racing cambió a Panoz con Dallara. Los corredores que corrieron la temporada completa con el Panoz en 2006 fueron Rahal Letterman Racing, con tres coches y el Delphi Fernández Racing con Scott Sharp.
El año 2006 también ve a la eliminación de tres rondas del campeonato que cursaron durante la temporada 2005. La carrera en el Phoenix International Raceway fue cancelada debido a conflictos en su programación. La Válida en el circuito del California Speedway no fue aceptada debido a que la IRL quería mover la fecha para el comienzo de la temporada, para no entrar en conflicto con la temporada de la NFL, para que un día que estuviera disponible tanto para la pista de carreras y la liga no fuera afectada. Tanto la IRL y la esperanza de California Speedway resultó que dicha carrera no volvería para el año 2007. El Pikes Peak International Raceway fue eliminado del calendario 2006, el tema fue porque vendida por sus propietarios y cerrada posteriormente. una explicación más detallada de este nuevo horario fue propuesta por la liga como más "compacta" y "emocionante" y como un método para evitar la pérdida de televidentes y la asistencia a la carrera por terminar su temporada de carreras antes del inicio de la temporada de la NFL. Muchos críticos vieron este horario reducido como un revés definitivo para la serie, más no una mejora.
Había también un puñado de movimientos importante dentro el mundo motor, el más importante de los cuales fue el 2005 con el campeón de la serie, Dan Wheldon el cual pasó a correr para Chip Ganassi Racing después de correr en el Andretti Green Racing, donde fue reemplazado por Marco Andretti. Además, Tomas Scheckter pasó de Panther Racing a un coche nuevo en el equipo Vision Racing y Vítor Meira pasaría del Rahal Letterman Racing al asiento del Scheckter en Panther. Paul Dana y su patrocinador personal llenaron de terreno de Meira en Rahal Letterman. Eddie Cheever anunció que iba a volver al papel de propietario-conductor de su equipo en un solo coche durante las primeras cuatro carreras, incluyendo para las 500 millas de Indianápolis, y Michael Andretti anunció que iba a volver a la cabina de uno de los coches junto a su hijo en el "Indy 500". A.J. Foyt IV, quien fue a NASCAR, fue reemplazado por Felipe Giaffone en Automotive Foyt Enterprises, mientras que Buddy Lazier, volve´ria a un tiempo completo en la serie, sustituyendo la lucha Roger Yasukawa en el Dreyer & Reinbold Racing. Hemelgarn Racing había firmado a P.J. Chesson muy tarde al final de temporada con el apoyo de Anthony Carmelo para reemplazar al saliente Paul Dana.
También hubo rumores en curso durante el final de temporada en el que Tony George y jefe Kevin Kalkhoven de la Champ Car World Series se había estado reuniendo y discutiendo sobre una posible fusión, o decrear una nueva serie que volvería a reunificar las competencias de Open Wheelers en Estados Unidos. Los dos empresarios han admitido la existencia de dicha reunión y de poder disfrutar de su mutua compañía en esquí y golf, y que por separado en marzo de 2006 haciéndoles sus respectivas entrevistas con Los Angeles Times admitieron que en realidad estaban discutiendo las posibilidades de combinar las dos series después de 10 años.

### Transición y los cambios a mitad de temporada
Tras la muerte de Paul Dana en un accidente antes de la primera carrera, el Rahal-Letterman Racing contrató a Jeff Simmons para conducir el coche # 17 dos carreras más tarde en Motegi. Después del Indy 500 se estrelló con los coches Hemelgarn así como los coches entre sí y terminaron en las dos últimas posiciones; en Indy 500, Hemelgarn Racing que había estado funcionando a tiempo completo con P.J. Chesson, cesó sus operaciones. Después de la carrera de Kansas Speedway, Cheever Racing dejó sus operaciones debido a la falta de patrocinio y Foyt Enterprises sustituye a Felipe Giaffone con Jeff Bucknum. Dreyer & Reinbold Racing también anunció que Ryan Briscoe, que conducía su coche en tercer lugar en Watkins Glen, que conduciría su coche los óvalos cortos que quedanban en la temporada y por las demás carreras en circuitos en vez de Buddy Lazier, y que Sarah Fisher haría las carreras en el coche en las pistas de 1.5 millas (2.4 km) que quedaban, Kentucky y Chicago. Marty Roth regresó a la serie después de chocar en la Indy 500 y faltando una carrera para conducir su propio equipo de carreras, Roth corríó las 3 últimas carreras finales de la temporada en los óvalos (Michigan, Kentucky, y Chicago).

## Equipos y pilotos
Todos los vehículos utilizaron motores Honda.
| Equipo                     | Chasís        | N.º del coche | Pilotos            | Detalles |
| -------------------------- | ------------- | ------------- | ------------------ | --- |
| Andretti Green Racing      | Dallara       | 1             | Michael Andretti   | Únicamente la Indy 500 |
| Andretti Green Racing      | Dallara       | 7             | Bryan Herta        | |
| Andretti Green Racing      | Dallara       | 11            | Tony Kanaan        | |
| Andretti Green Racing      | Dallara       | 26            | Marco Andretti     | |
| Andretti Green Racing      | Dallara       | 27            | Dario Franchitti   | Lesionado en accidente en el óvalo de Chicagoland |
| Andretti Green Racing      | Dallara       | 27            | A. J. Foyt IV      | Sustituto de Franchitti en Chicagoland |
| Vision Racing              | Dallara       | 2             | Tomas Scheckter    | |
| Vision Racing              | Dallara       | 20            | Ed Carpenter       | Aaccidente en Homestead; No corrió St. Petersburg |
| Vision Racing              | Dallara       | 20            | Roberto Moreno     | sustituye a Carpenter en at St. Petersburg |
| Vision Racing              | Dallara       | 90            | Townsend Bell      | Únicamente la Indy 500 |
| Marlboro Team Penske       | Dallara       | 3             | Hélio Castroneves  | |
| Marlboro Team Penske       | Dallara       | 6             | Sam Hornish Jr.    | |
| Panther Racing             | Dallara       | 4             | Vítor Meira        | |
| Dreyer & Reinbold Racing   | Dallara       | 5             | Buddy Lazier       | Corre después de Michigan |
| Dreyer & Reinbold Racing   | Dallara       | 5             | Ryan Briscoe       | Watkins Glen, Nashville, Milwaukee, & Infineon |
| Dreyer & Reinbold Racing   | Dallara       | 5             | Sarah Fisher       | Corre solamente en Kentucky y Chicagoland |
| Dreyer & Reinbold Racing   | Dallara       | 31            | Al Unser Jr.       | Únicamente la Indy 500 |
| / Aguri-Fernández Racing   | Dallara       | 8             | Scott Sharp        | Usa Chasis Panoz en los Circuitos ruteros |
| / Aguri-Fernández Racing   | Dallara       | 55            | Kosuke Matsuura    | |
| Target Chip Ganassi Racing | Dallara       | 9             | Scott Dixon        | Usa los Chasis Panoz en los circuitos ruteros |
| Target Chip Ganassi Racing | Dallara       | 10            | Dan Wheldon        | Usa los Chasis Panoz en los circuitos ruteros |
| Playa del Racing           | Panoz         | 12            | / Roger Yasukawa   | Únicamente en Indy 500 |
| Playa del Racing           | Panoz         | 21            | Jaques Lazier      | Únicamente en Indy 500 |
| A.J. Foyt Enterprises      | Dallara       | 14            | Felipe Giaffone    | Corre después de 8 carreras |
| A.J. Foyt Enterprises      | Dallara       | 14            | Jeff Bucknum       | Reeemplazado por Giaffone por el resto de la temporada |
| A.J. Foyt Enterprises      | Dallara       | 41            | Larry Foyt         | Únicamente la Indy 500 |
| Rahal Letterman Racing     | Panoz/Dallara | 15            | Buddy Rice         | Utiliza el Chasís Panoz en las primeras 5 carreras y en Sonoma |
| Rahal Letterman Racing     | Panoz/Dallara | 16            | Danica Patrick     | Utiliza el Chasís Panoz en las primeras 5 carreras y en Sonoma |
| Rahal Letterman Racing     | Panoz/Dallara | 17            | Paul Dana          | Tiene accidente mortal en el óvalo de Homestead, Sustituido por Jeff Simmons en toda la temporada                                                                                 |
| Rahal Letterman Racing     | Panoz/Dallara | 17            | Jeff Simmons       | Reemplazó al piloto fallecido Paul Dana a partir de Montegi hasta final de temporada. Utiliza el Chasís Panoz en Motegi hasta Sonoma también lo utilizó en Watkins Glen y Sonoma. |
| PDM Racing                 | Panoz         | 18            | Thiago Medeiros    | Únicamente la Indy 500 |
| Roth Racing                | Dallara       | 25            | Marty Roth         | Únicmanente corre en Indy 500, Michigan, Kentucky, y Chicagoland. |
| Cheever Racing             | Dallara       | 51            | Eddie Cheever      | El equipo cierra sus puertas tras la carrera de Kansas por falta de patrocinio.                                                                                                   |
| Cheever Racing             | Dallara       | 51            | Tomáš Enge         | Corre únicamente en Montegi |
| Cheever Racing             | Dallara       | 52            | Max Papis          | Únicamente Indy 500 |
| Luyendyk Racing            | Panoz         | 61            | Arie Luyendyk, Jr. | Ünicamente la Indy 500 |
| Sam Schmidt Motorsports    | Panoz         | 88            | Airton Daré        | Únicamente la Indy 500 |
| Hemelgarn Racing           | Dallara       | 91            | P.J. Chesson       | El equipo cierra sus puertas tras la Indy 500 por falta de patrocinio |
| Hemelgarn Racing           | Dallara       | 92            | Jeff Bucknum       | Únicamente la Indy 500 |
| Team Leader Motorsports    | Panoz         | 97            | Stéphan Grégoire   | Únicamente la Indy 500 |
| Team Leader Motorsports    | Panoz         | 98            | P.J. Jones         | Únicamente la Indy 500 |

## Clasificaciones
| Posición | Piloto             | HMS | STP | MOT | INDY | WGL | TXS | RIR | KAN | NSH | MIL | MIS | KTY | SNM | CHI | Puntos |
| -------- | ------------------ | --- | --- | --- | ---- | --- | --- | --- | --- | --- | --- | --- | --- | --- | --- | ------ |
| 1        | Sam Hornish Jr.    | 3*  | 8   | 4   | 1    | 12  | 4   | 1*  | 1*  | 14  | 2   | 19  | 1   | 9   | 3   | 475    |
| 2        | Dan Wheldon        | 1   | 16  | 2   | 4*   | 15* | 3*  | 9   | 2   | 2*  | 8   | 3   | 4*  | 6   | 1*  | 475    |
| 3        | Hélio Castroneves  | 2   | 1*  | 1*  | 25   | 7   | 1   | 10  | 6   | 5   | 14  | 1   | 3   | 5   | 4   | 473    |
| 4        | Scott Dixon        | 5   | 2   | 9   | 6    | 1   | 2   | 11  | 4   | 1   | 10  | 16  | 2   | 4*  | 2   | 460    |
| 5        | Vítor Meira        | 16  | 5   | 10  | 10   | 2   | 6   | 2   | 3   | 3   | 15  | 2*  | 6   | 3   | 6   | 411    |
| 6        | Tony Kanaan        | 11  | 3   | 3   | 5    | 11  | 7   | 18  | 5   | 12  | 1*  | 4   | 5   | 11  | 7   | 384    |
| 7        | Marco Andretti     | 15  | 15  | 12  | 2    | 16  | 14  | 4   | 9   | 8   | 5   | 8   | 17  | 1   | 18  | 325    |
| 8        | Dario Franchitti   | 4   | 19  | 11  | 7    | 14  | 13  | 3   | 12  | 6   | 6   | 12  | 9   | 2   |     | 311    |
| 9        | Danica Patrick     | DNS | 6   | 8   | 8    | 8   | 12  | 15  | 11  | 4   | 4   | 17  | 8   | 8   | 12  | 302    |
| 10       | Tomas Scheckter    | 9   | 12  | 13  | 27   | 10  | 10  | 7   | 7   | 15  | 3   | 5   | 7   | 17  | 10  | 298    |
| 11       | Bryan Herta        | 13  | 4   | 6   | 20   | 13  | 11  | 6   | 13  | 11  | 7   | 11  | 10  | 10  | 15  | 289    |
| 12       | Scott Sharp        | 7   | 10  | 16  | 9    | 9   | 5   | 5   | 18  | 17  | 12  | 6   | 16  | 14  | 9   | 287    |
| 13       | Kosuke Matsuura    | 6   | 7   | 7   | 15   | 18  | 8   | 12  | 8   | 13  | 17  | 9   | 19  | 13  | 11  | 273    |
| 14       | Ed Carpenter       | DNS |     | 20  | 11   | 6   | 9   | 8   | 16  | 10  | 16  | 7   | 11  | 12  | 5   | 252    |
| 15       | Buddy Rice         | DNS | 13  | 5   | 26   | 4   | 18  | 13  | 17  | 16  | 11  | 13  | 15  | 15  | 13  | 234    |
| 16       | Jeff Simmons       |     |     | 18  | 23   | 19  | 15  | 19  | 10  | 7   | 9   | 10  | 14  | 7   | 8   | 217    |
| 17       | Felipe Giaffone    | 8   | 9   | 15  | 21   | 5   | 16  | 17  | 19  |     |     |     |     |     |     | 142    |
| 18       | Buddy Lazier       | 14  | 14  | 14  | 12   |     | 19  | 16  | 15  |     |     | 15  |     |     |     | 122    |
| 19       | Eddie Cheever      | 10  | 11  |     | 13   | 17  | 17  | 14  | 14  |     |     |     |     |     |     | 114    |
| 20       | Jeff Bucknum       |     |     |     | 32   |     |     |     |     | 18  | 13  | 14  | 13  | 18  | 17  | 97     |
| 21       | Ryan Briscoe       |     |     |     |      | 3   |     |     |     | 9   | 18  |     |     | 16  |     | 83     |
| 22       | P. J. Chesson      | 12  | 17  | 17  | 33   |     |     |     |     |     |     |     |     |     |     | 54     |
| 23       | Marty Roth         |     |     |     | DNQ  |     |     |     |     |     |     | 18  | 18  |     | 19  | 36     |
| 24       | Michael Andretti   |     |     |     | 3    |     |     |     |     |     |     |     |     |     |     | 35     |
| 25       | Sarah Fisher       |     |     |     |      |     |     |     |     |     |     |     | 12  |     | 16  | 32     |
| 26       | A. J. Foyt IV      |     |     |     |      |     |     |     |     |     |     |     |     |     | 14  | 16     |
| 27       | Max Papis          |     |     |     | 14   |     |     |     |     |     |     |     |     |     |     | 16     |
| 28       | / Roger Yasukawa   |     |     |     | 16   |     |     |     |     |     |     |     |     |     |     | 14     |
| 29       | Jaques Lazier      |     |     |     | 17   |     |     |     |     |     |     |     |     |     |     | 13     |
| 30       | Roberto Moreno     |     | 18  |     |      |     |     |     |     |     |     |     |     |     |     | 12     |
| 31       | Airton Daré        |     |     |     | 18   |     |     |     |     |     |     |     |     |     |     | 12     |
| 32       | Tomáš Enge         |     |     | 19  |      |     |     |     |     |     |     |     |     |     |     | 12     |
| 33       | P. J. Jones        |     |     |     | 19   |     |     |     |     |     |     |     |     |     |     | 12     |
| 34       | Townsend Bell      |     |     |     | 22   |     |     |     |     |     |     |     |     |     |     | 12     |
| 35       | Al Unser Jr.       |     |     |     | 24   |     |     |     |     |     |     |     |     |     |     | 12     |
| 36       | Arie Luyendyk, Jr. |     |     |     | 28   |     |     |     |     |     |     |     |     |     |     | 10     |
| 37       | Stéphan Grégoire   |     |     |     | 29   |     |     |     |     |     |     |     |     |     |     | 10     |
| 38       | Larry Foyt         |     |     |     | 30   |     |     |     |     |     |     |     |     |     |     | 10     |
| 39       | Thiago Medeiros    |     |     |     | 31   |     |     |     |     |     |     |     |     |     |     | 10     |
| 40       | Paul Dana          | DNS |     |     |      |     |     |     |     |     |     |     |     |     |     | 6      |
| Posición | Piloto             | HMS | STP | MOT | INDY | WGL | TXS | RIR | KAN | NSH | MIL | MIS | KTY | SNM | CHI | Puntos |

| Color       | Resultados                          |
| ----------- | ----------------------------------- |
| Oro         | Ganador                             |
| Plata       | 2.º lugar                           |
| Bronce      | 3.er. Lugar                         |
| Verde       | 4.º. & 5.º puesto                   |
| Azul Claro  | 6.º-10.º puesto                     |
| Azul Oscuro | Finished (Outside Top 10)           |
| Púrpura     | No acabó la carrera (Ret)           |
| Rojo        | No calificó (DNQ)                   |
| Café        | Retiro (Wth)                        |
| Negro       | Descalificado (DSQ)                 |
| White       | No Arrancó (DNS)                    |
| Blanca      | Sin participación participate (DNP) |
| Blanca      | No participó                        |

| In-line notation |                                                                 |
| Bold             | Pole position                                                   |
| Italics          | Corrió la vuelta más rápida en carrera                          |
| *                | Mayor número de vueltas lideradas en una competencia (2 points) |
| Novato del Año   |                                                                 |
| Novato           |                                                                 |

| Color       | Resultados                          |
| ----------- | ----------------------------------- |
| Oro         | Ganador                             |
| Plata       | 2.º lugar                           |
| Bronce      | 3.er. Lugar                         |
| Verde       | 4.º. & 5.º puesto                   |
| Azul Claro  | 6.º-10.º puesto                     |
| Azul Oscuro | Finished (Outside Top 10)           |
| Púrpura     | No acabó la carrera (Ret)           |
| Rojo        | No calificó (DNQ)                   |
| Café        | Retiro (Wth)                        |
| Negro       | Descalificado (DSQ)                 |
| White       | No Arrancó (DNS)                    |
| Blanca      | Sin participación participate (DNP) |
| Blanca      | No participó                        |

| In-line notation |                                                                 |
| Bold             | Pole position                                                   |
| Italics          | Corrió la vuelta más rápida en carrera                          |
| *                | Mayor número de vueltas lideradas en una competencia (2 points) |
| Novato del Año   |                                                                 |
| Novato           |                                                                 |

En cada carrera, se otorgan puntos a los conductores sobre las siguientes puntuaciones:
| Posición | 1  | 2  | 3  | 4  | 5  | 6  | 7  | 8  | 9  | 10 | 11 | 12 | 13 | 14 | 15 | 16 | 17 | 18 | 19 | 20 | 21 | 22 | 23 | 24 | 25 | 26 | 27 | 28 | 29 | 30 | 31 | 32 | 33 | DNS   |
| -------- | -- | -- | -- | -- | -- | -- | -- | -- | -- | -- | -- | -- | -- | -- | -- | -- | -- | -- | -- | -- | -- | -- | -- | -- | -- | -- | -- | -- | -- | -- | -- | -- | -- | ----- |
| Puntos   | 50 | 40 | 35 | 32 | 30 | 28 | 26 | 24 | 22 | 20 | 19 | 18 | 17 | 16 | 15 | 14 | 13 | 12 | 12 | 12 | 12 | 12 | 12 | 12 | 10 | 10 | 10 | 10 | 10 | 10 | 10 | 10 | 10 | 6 (7) |

- Los empates en puntos se puede llegar a desempatar por el número de victorias, seguido en el orden por el número de 2.os lugares, 3.os lugares, etc., y luego por el número de pole positions, seguido de un número de veces haber calificado segundo, etc.